# Rozchodnik

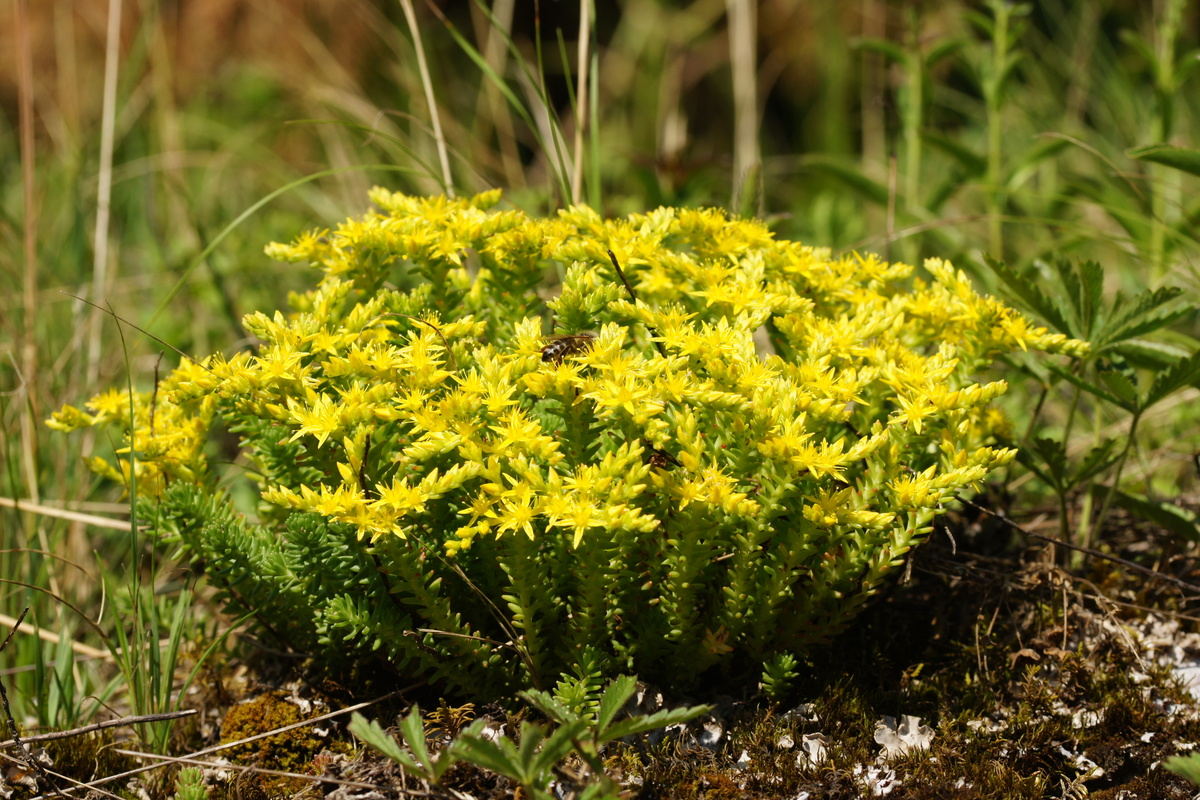
Rozchodnik sześciorzędowy

Rozchodnik (Sedum L.) – rodzaj roślin należący do rodziny gruboszowatych. Według ujęć taksonomicznych dominujących na początku XXI wieku należy do niego ok. 460–470 gatunków, ale rodzaj wymaga rewizji taksonomicznej i postulowane jest jego szerokie ujęcie obejmujące ponad 750 gatunków. Rośliny te występują głównie na półkuli północnej. Wiele gatunków to rośliny ozdobne, zazwyczaj sukulenty w naturze rosnące w miejscach suchych – na terenach skalistych i piaszczystych, ale należą tu też gatunki leśne i siedlisk bagiennych.

## Rozmieszczenie geograficzne

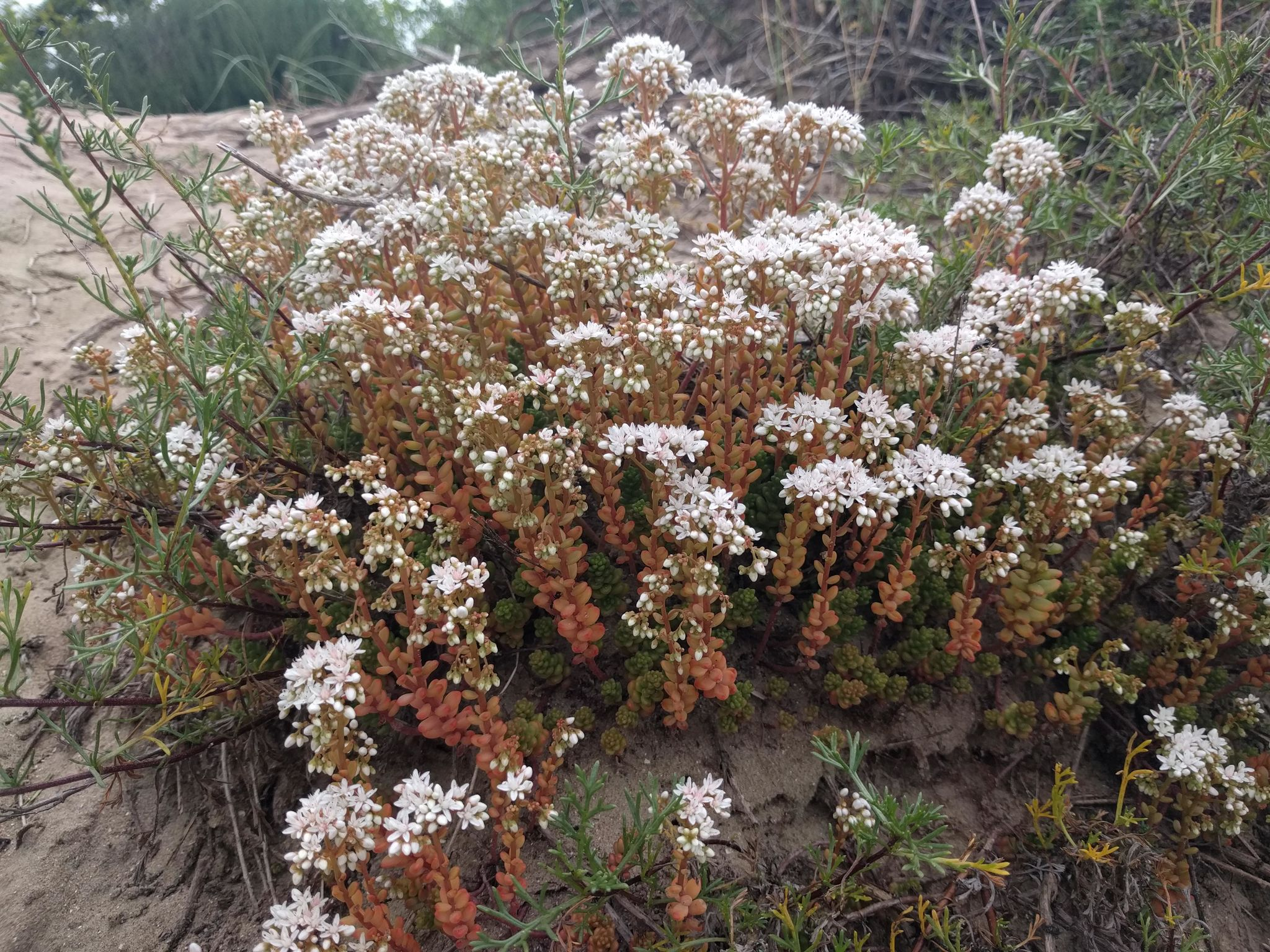
Rozchodnik biały

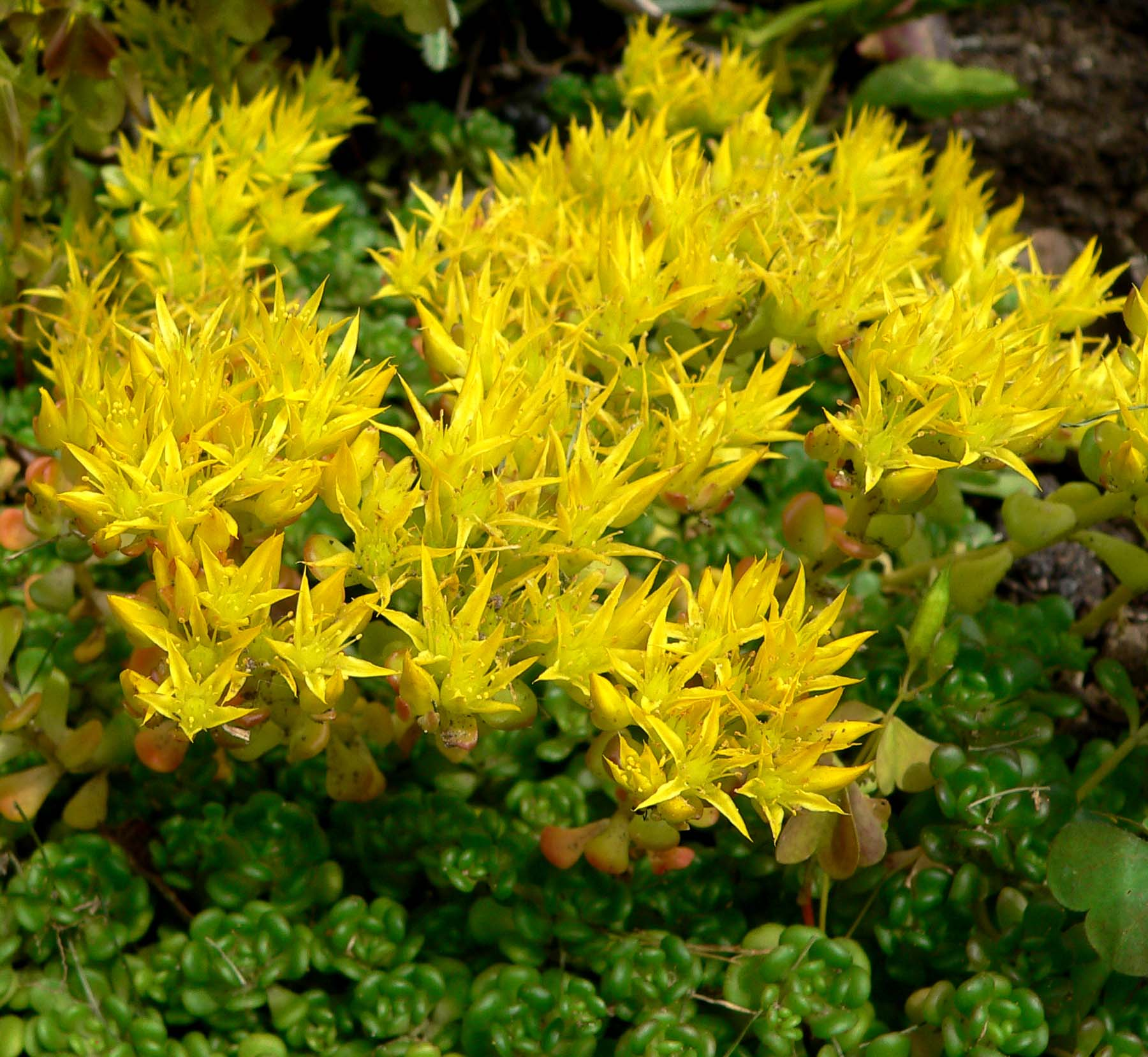
Rozchodnik oregoński

Rodzaj o zasięgu obejmującym wszystkie kontynenty półkuli północnej, gdzie występuje w strefie umiarkowanej i subtropikalnej. W Ameryce Północnej sięga na południu do Meksyku, Gwatemali i Salwadoru. Obecny jest też w Andach Ameryki Południowej. Przedstawiciele rodzaju występują w całej Europie, w Afryce północnej oraz na obszarach górskich w części środkowej i wschodniej kontynentu sięgając na południu do Tanzanii i Madagaskaru. Zasięg rodzaju obejmuje znaczną część Azji, bez jej północno-wschodniej części, Półwyspu Indyjskiego i większości Archipelagu Malajskiego.
Gatunki flory Polski
Pierwsza nazwa naukowa według listy krajowej, druga – obowiązująca według bazy taksonomicznej Plants of the World online (jeśli jest inna)
- rozchodnik alpejski Sedum alpestre Vill.
- rozchodnik biały Sedum album L. – antropofit zadomowiony
- rozchodnik czarniawy Sedum atratum L.
- rozchodnik czerwieniejący Sedum rubens L. – antropofit zadomowiony
- rozchodnik karpacki Sedum fabaria W.D.J.Koch ≡ Hylotelephium telephium subsp. fabaria (W.D.J.Koch) H.Ohba
- rozchodnik kaukaski Sedum spurium M. Bieb. ≡ Phedimus spurius (M.Bieb.) 't Hart – antropofit zadomowiony
- rozchodnik ostry Sedum acre L.
- rozchodnik owłosiony Sedum villosum L.
- rozchodnik ościsty Sedum rupestre L. ≡ Petrosedum rupestre (L.) P.V.Heath
- rozchodnik sześciorzędowy Sedum sexangulare L.
- rozchodnik wielki Sedum maximum (L.) Hoffm. ≡ Hylotelephium maximum (L.) Holub

## Morfologia
PokrójRośliny jednoroczne, dwuletnie i byliny, rzadko półkrzewy, nagie lub owłosione, osiągające od 2 cm do 0,9 m wysokości. W większości są to sukulenty liściowe. Łodyga wzniesiona lub podnosząca się, zwykle rozgałęziona, rzadko gruboszowata.
LiścieUlistnienie skrętoległe, naprzeciwległe lub okółkowe (w okółku po 3–5 liście), liście gruboszowate, płaskie lub wałeczkowate, siedzące lub ogonkowe, czasem u nasady z ostrogą. Osiągają zróżnicowane rozmiary – od 1 mm do 8 cm długości. Blaszka liściowa jest całobrzega, a jej użyłkowanie niemal niewidoczne.
KwiatyMałe, białe, żółte lub różowe, zebrane w szczytowe podbaldachy. Zazwyczaj pięciokrotne, czasem 3-, 8-, 12-krotne. Działki kielicha zwykle wyraźne, zielone, czasem z ostrogą u nasady. Płatki zwykle gwiazdkowato rozpostarte. Pręcików jest zwykle dwa razy więcej od płatków, czasem tyle samo i odpowiednio wyrastają w dwóch lub pojedynczym okółku. Posiadają długie i cienkie nitki. Zalążnie górne. Powstają z owocolistków zwykle w liczbie odpowiadającej liczbie płatków. Zwieńczone są szyjkami słupków różnej długości.
OwoceWielonasienne, gwiazdkowate mieszki, wzniesione lub rozpostarte.

## Systematyka
Rodzaj w tradycyjnym ujęciu jest polifiletyczny, jego klasyfikacja wciąż jest przedmiotem badań i dla wielu gatunków i ich grup pozostaje niejasna – padają bardzo różne propozycje jego ujęcia – od bardzo wąskich, po bardzo szerokie. Gatunki tu dawniej i współcześnie zaliczane reprezentują przedstawicieli wszystkich kladów identyfikowanych w obrębie podrodziny Sempervivoideae. Bazalny w obrębie podrodziny klad Telephium tworzą m.in. rodzaje Hylotelephium, Phedimus i Rhodiola (dawniej z gatunkami zaliczanymi do Sedum). Kolejny klad to Petrosedum obejmujący wyodrębniony z Sedum rodzaj Petrosedum, ale też z bazalnym w jego obrębie gatunkiem Sedum nanum. Kilka gatunków z rodzaju występuje w obrębie kladu Aeonium tworząc grad ewolucyjny w jego obrębie. Pozostałych kilkaset gatunków wymieszanych jest wśród tradycyjnie wyróżnianych rodzajów plemienia Sedeae w zwązku z czym za najbardziej uzasadnione uznawane jest scalenie ich wszystkich w rodzaj Sedum.
Synonimy (w zależności od ujęcia systematycznego rodzaju są bardzo zróżnicowane)
Aithales Webb & Berthel., Aizopsis Grulich, Amerosedum Á. Löve & D. Löve, Anacampseros Mill., Asterosedum Grulich, Breitungia Á. Löve & D. Löve, Cepaea Fabr., Chetyson Raf., Clausenellia Á. Löve & D. Löve, Cockerellia (R. T. Clausen & N. W. Uhl) Á. Löve & D. Löve, Congdonia Jeps., Corynephyllum Rose, Etiosedum Á. Löve & D. Löve, Gormania Britton, Helladia M. Král, Hjaltalinia Á. Löve & D. Löve, Keratolepis Rose ex Fröd., Lenophyllum Rose, Leucosedum Fourr., Macrosepalum Regel & Schmalh., Mucizonia (DC.) Batt. & Trab., Oreosedum Grulich, Parvisedum R. T. Clausen, Petrosedum Grulich, Poenosedum Holub, Procrassula Griseb., Pseudorosularia Gurgen., Sedastrum Rose, Sedella Fourr., nom. inval., Spathulata (Boriss.) Á. Löve & D. Löve, Telmissa Fenzl, Tetrorum Rose, Triactina Hook. f. & Thomson
Pozycja systematyczna według Angiosperm Phylogeny Website (aktualizowany system APG IV z 2016)
Rodzaj Sedum należy do podrodziny Sempervivoideae, rodziny gruboszowatych Crassulaceae, do rzędu skalnicowców (Saxifragales) i wraz z nim do okrytonasiennych. 
Pozycja według systemu Reveala (1993–1999)
Gromada okrytonasienne (Magnoliophyta Cronquist), podgromada Magnoliophytina Frohne & U. Jensen ex Reveal, klasa Rosopsida Batsch, podklasa różowe (Rosidae Takht.), nadrząd Saxifraganae Reveal, rząd skalnicowce (Saxifragales Dumort.), rodzina gruboszowate (Crassulaceae DC. in Lam. & DC.), podrodzina Sedoideae Endl. ex Walp., plemię Sedeae Fr., podplemię Sedinae Kitt. in A. Rich., rodzaj rozchodnik (Sedum L.).

## Zastosowanie
Wiele gatunków jest uprawianych jako rośliny ozdobne, sadzonych w ogrodach naturalistycznych i skalnych. Ze względu na małe wymagania i odporność na susze są wykorzystywane do obsadzania dachów, murów i torowisk.
Gatunki uprawiane
- Sedum anglicum Huds. – rozchodnik angielski
- Sedum baileyi Praeger – rozchodnik Bayleya
- Sedum caeruleum L. – rozchodnik błękitny
- Sedum dasyphyllum L. – rozchodnik gęstolistny
- Sedum hispanicum L. – rozchodnik siny, r. hiszpański
- Sedum morganianum E.Walther – rozchodnik Morgana
- Sedum oregonense (S. Watson) M. Peck – rozchodnik oregoński
- Sedum sarmentosum Bunge – rozchodnik rozłogowy
- Sedum spathulifolium Hook. – rozchodnik łopatkowaty

Tradycyjnie zaliczane do tego rodzaju są także rozpowszechnione w uprawie: rozchodnikowiec Ewersa Hylotelephium ewersii (≡ rozchodnik Ewersa Sedum ewersii); rozchodnikowiec okazały Hylotelephium spectabile (≡ rozchodnik okazały Sedum spectabile); rozchodnikowiec Siebolda Hylotelephium sieboldii (≡ rozchodnik Siebolda Sedum sieboldii); rozchodnik skalny Petrosedum montanum (≡ Sedum montanum), rozchodnik kamczacki Phedimus kamtschaticus (≡ Sedum kamtschaticum); rozchodnik Forstera Petrosedum forsterianum (≡ Sedum forsterianum).